# نهر سكندوري
نهر سُكُندوري (بالبرتغالية: Rio Sucundurí‏) هو نهر ولاية أمازون في شمال غرب البرازيل، وهو أحد منابع نهر كانوما الرئيسية.

## الدورة
يمتد نهر سكندوري على مساحة 808,312 هكتارًا (1,997,380 فدانًا) في حديقة سكندوري الحكومية في بلدية أبوي. تعد منطقة مونتي كريستو على منحدرات سكندوري منطقة ذات أعداد كبيرة وتنوع من الحيوانات والطيور. في عام 2006 كان أيضا موقع تسوية التعدين غير القانونية. من أشهر معالم مونتي كريستو «شلالات نهر سكندوري» (سالتوس دو ريو سوكوندوري).
يتدفق النهر عبر 896،411 هكتارًا (2،215،080 فدانًا) حديقة أكاري الوطنية التي أنشأتها الرئيسة ديلما روسيف في عام 2016 في الأسبوع الماضي قبل عزلها المؤقت من منصبها. يقع جزء من حوض النهر في 19582 كيلومترًا مربعًا (7561 ميل مربع) حديقة جوروينا الوطنية ، وهي واحدة من أكبر وحدات الحفظ في البرازيل. يحتل حوض سوكوندوري 10٪ من مساحة المنتزه. يعبر الطريق السريع العابر للأمازون نهر سوكوندوري. إلى الشمال يندمج مع أكاري ويعرف القسم السفلي باسم نهر كانوما. عند معاملته كنهر واحد ، يُعرف باسم كانوما سكندوري.